# إسحاق هوبر
إسحاق تاتم هوبر (بالإنجليزية: Isaac Tatem Hopper)‏ (وُلد في ديتفورد، ولاية نيوجيرسي، من مواليد 3 ديسمبر عام 1771، وتوفي في مدينة نيويورك، في 7 مايو عام 1852) كان من دُعاة الإبطالية في الولايات المتحدة وناشطًا في حركة مناهضة العبودية وحماية العبيد الهاربين والسُّود من صائدي العبيد في فيلادلفيا. شارك هوبر أيضًا في إنشاء قرية الأطفال (منشأة علاجية) إلى جانب 23 شخص آخر.
انتقل إلى مدينة نيويورك في عام 1829 لإدارة متجر كتب تابع لجمعية الكويكرز. بين عامي 1841-1845 اشتغل كأمين صندوق ووكيل للجمعية الأمريكية لمناهضة الرِّق. وفي عام 1845، أصبح ناشطًا في قضية إصلاح السجون وكرَّس بقية حياته لرابطة السجون في نيويورك.

## حياته ومهنته
وُلِدَ إسحاق تاتم هوبر في عائلة من الكويكرز في ديتفورد، نيو جيرسي عام 1771. تزوج من سارة تاتم هوبر عام 1795 ورُزقا بعشرة أطفال، من بينهم الناشطة أبيجيل هوبر غيبونز.
أصبح مناصرًا للكويكرز التابعين للباحث إلياس هيكس، رغم أنه كان يعيش في فيلادلفيا، في حين كان العديد من تابعي هيكس يعيشون في المناطق الريفية.
بعد حرب الاستقلال الأميركية، ألغت ولاية بنسلفانيا قانون العبودية قبل نهاية القرن الثامن عشر. وأصبحت بذلك، وخاصة مدينة فيلادلفيا الساحلية الكبرى، مقصدًا للعبيد الهاربين من الجنوب. في السنوات التي سبقت الحرب الأهلية الأميركية، تردَّد صائدو الرقيق بكثرة على فيلادلفيا، وكثيرًا ما كانوا يقبضون على الأطفال السَّود الأحرار لبيعهم في سوق العبودية، فضلًا عن مطاردة العبيد الهاربين للإمساك بهم وإعادتهم إلى مالكيهم للحصول على مكافأة.
أصبح هوبر عضوًا نشطًا ورائدًا في جمعية الإبطالية في بنسلفانيا، والتي عمل أعضاؤها على نحو متكرر بهدف حماية حقوق الأميركيين الأفارقة، فضلًا عن السعي إلى إنهاء العبودية في الولايات المتحدة. في وقت لاحق، أصبح هوبر معروفًا في فيلادلفيا باعتباره صديقًا ومستشارًا للأشخاص السُّود يقدم لهم المساعدة عند حدوث أي طارئ.
عمل هوبر مشرفًا على مدرسة للأطفال السود في فيلادلفيا، والتي أسَّسها أحد دُعاة الإبطالية وهو أنتوني بنيزيت قبل حرب الاستقلال، واستمر بالعمل فيها خلال القرن التاسع عشر. عمل هوبر أيضًا كمدرس متطوع في مدرسة مجانية للبالغين من الأمريكيين الأفارقة.
عُدَّ هوبر أحد مؤسسي الجمعية المعنية بتوظيف الفقراء وعمل كمستشار فيها؛ إلى جانب عمله كمحقق متطوع في السجن؛ وأيضًا عضو في شركة الإطفاء ومُدرّس في مجال التمهّن للأشخاص الذين تعرَّضوا لسوء المعاملة. في كثير من الأحيان، قام هوبر إلى جانب وزوجته بتوسيع مواردهما المحدودة بهدف استيعاب ومساعدة عدد أكبر من الفقراء من الكويكرز. وقد تلقى أطفالهما تعليمهم في وقت مُبكر لتتسنى لهما الفرصة لرعاية الآخرين. بالإضافة إلى العديد من الأعمال التي قام بها لصالح جمعية الأصدقاء الدينية.
في عام 1829، انتقل هوبر مع عائلته إلى مدينة نيويورك من أجل إدارة متجر الكتب الذي أُنشأ من قِبَل مجموعة هيكس كويكرز. في خريف عام 1830، دُعي هوبر إلى إيرلندا من أجل أمر ما متعلق بممتلكات زوجته هناك، ومن خلال ذلك، تمكَّن من زيارة إنجلترا. وفي كلا البلدين، تلقى هوبر معاملة فظة من قِبَل الكويكرز الأرثوذكس، وقد تمت الإشارة إليه باعتباره «الشخص الذي تسبَّب بالكثير من المتاعب لجمعية الأصدقاء في أمريكا». لكن شخصيته الودّية غيّرت من انطباعاتهم المغلوطة تلك.
بحلول ربيع عام 1841، انخفض الطلب على الكتب التي يوزعها متجر هيكس كويكرز إلى حد كبير. وأصبح هوبر أمين الصندوق ووكيل للجمعية الأمريكية لمناهضة الرِّق في مدينة نيويورك.